# Stenelmis debilis
Stenelmis debilis là một loài bọ cánh cứng trong họ Elmidae. Loài này được Champion mô tả khoa học năm 1927.